# 積算
積算（せきさん）とは、一般的には数値を次々に加えていくことをいう。数学ではこのことを総和と言い、積算は経済分野での用語である。集めて計算すること。数をつぎつぎに加えて計算すること。また、その合計した額。累計を表す。
『最暗黒之東京』(1893、松原岩五郎) 二〇「百十数人の座業者が貢ぐ処の料銭、一 ト夏積算(セキサーン)して数百円に登る事あり」や『大塩平八郎』(1914、森鴎外)一〇で「四箇所の加番を積算(セキサン) すると、上下の人数が千三十四人になる」、『一つの思考実験』(1922、寺田寅彦)「其の積算的効果は可也なものになりはしまいか」などと使われている。
このほか使用される積算の用法は、不動産の新規賃料を求める手法の積算法、一定期間内の放射線の総量を表す積算線量（integral dose; cumulative dose）、電力（electric power）を時間積分した積算電力量、ある期間の電気諸量の積分値を表示・指示する電気計器である積算電気計器などがある。走行距離を測る計器を積算走行距離計といい、トリップメーター（Tripmeter）やオドメーターが代表例である。
このほかにマイレージサービスのマイル積算がある。

## 建設業界
建設業界では、歩掛（材料費・労務費・機械経費など）に基づき構成する費用を積み上げ、全体の事業費を計算する方法またはその業務のことをいう。
工事の積算であれば、対象施設について技術基準に基づき作成された設計図書や施工方法を定めた契約内容に基づいて適正に費用を算出する行為である。公共事業での建設工事は一般的に公的機関が発注者となって建設業者に事を請け負わせることによって施工されている。この際、発注書は対象となる事の設計書を作成し、受注者は原則として複数の建設業者から入札によって決定されるが、入札にあたり予め積算に基づき予定価格を決めておき、予定価格以下の最低価格を提示した者が受注する。
公共事業などでよく言われる「工事費の予定価格」は、発注者（国、地方自治体など）が積算した価格で、「工事費の見積価格」は請負者が積算した価格である。
積算という言葉の理解は、工事などの費用を見積もり計算すること、また、その計算した額。見積であるが、官公庁と民間その他それぞれの立場によって相違し、積算または見積りとも呼ばれているなどの明解な定義はないようである。一般的な理解としては次のように考えるのが妥当としている。
発注者が官公庁の立場からみた場合は、工事を発注（契約）するに際し、発注者において最も妥当性があると考えられる標準的な施工方法を想定し、契約内容（仕様書ならびに設計書を含む）に基づき、標準的な企業が施工時に必要と思われる適正な費用を予め算出する行為を指し、受注者の立場からは工事を受注するに際し、受注者が自らの立場で適正利潤を見込んで実際に施工し、発注者の要求する十分な品質・形状をもった工事目的物を契約工期内で完成しうる最少の価格を予め算出する行為とみられる。この場合の両者の算出行為の区別表現として慣習上、前者を積算、後者を見積と称する。
最近の公共事業および積算に関わる動きでは、近年の公共事業の効率的な執行への要請の高まり、民間の技術力の向上を受けて、民間の技術力を活用した新たな入札契約が積極的に導入されている。2005年（平成17年）には「公共工事の品質確保の促進に関する法律」が制定され、価格と品質に優れた契約を公共工事の契約の基本に位置付けられ、特に入札参加者の技術的能力の審査の実施、民間の技術提案の活用、民間の技術提案を有効に活用等について規定された。これに従って現場の状況等をよく把握して的確な設計積算を行い、実勢価格との乖離を小さくすることが重要である。また、積算の合理化を図るため手段としてユニットプライス積算方式などの今までと違う積算方式も着目されている。
日本に「積算」という言葉が使われるようになったのは明治に入ってからのことであるという。これは英語の「ESTIMATION」が直訳されたものと言われている。積算という言葉の定義は、これには学術的なしっかりとした定義はない。建設業法でも建築基準法などの中にもこの言葉はみられない。
建築工事積算での定義
日本で法律用語としての「積算」は、平成2年に旧建設省（現在の国土交通省）の告示においてである。その後積算のうち、建築積算とは建築物の設計図書に基づき、工事に関する内訳書を作成する業務、として位置付けられた。『建築数量積算基準・同解説』（制定：建築工事建築数量積算研究会、編集：(一財)建築コスト管理システム研究所/(公社)日本建築積算協会、発行：(一財)建築コスト管理システム研究所、出版：大成出版社）においては、積算は一般にある目的のためにその各部分を計算し、その結果を集積し工事費用を事前に予測すること、また積算価格はその構成を一般にいう見積価額、予算額、実施費用などであり、これらの総称、予測の価額としているが、積算価格は建築物を各部分に区分したその部分の価額を計算し分類、集積したその総額を算出することとしている。

### 歴史
積算という行為について、書物で残っているものでは「戦争の方法もこのように計画を立てなければ……」という例えに、見積の話が使われている新約聖書ルカ福音書14章28 ～ 32節で、「なぜか、あなたたちの中で櫓を建てようと思うとき、まず座って、はたして造り上げるだけの金があるかと、その費用を計算しない者がいるだろうか。そうしないで土台だけを据えただけで完成ができない時には、見る人がみな笑うであろう」と書かれており、見積るという行為があったように思われている。
日本では8世紀の平安時代から見積るという行為があって、積算の歴史の資料として残っているのが「延喜式」（927年完成 967年施行・10世紀）として知られている。これは一種の建築法律で「養老律令」の施行細則をまとめた法典となっている。「延喜式」には、当時の宮内省の建設官司である木工寮（もくりょう）に「笇師（さんし）」という積算部門を担当する役職があり、官司の予算を作り建設工事の積算や決算などを担当しており、また、計画段階における積算は「勘定支度」や「用途支度」と呼ばれていたことが知られている。なおこの「支度」とは、用材や費用の見積りを含めた造営計画という意味である。当時の建物は当然のことながら国営で、国家予算を使って工事をするためには積算が必要であるが、「延喜式木工寮式」の「削材」という項に大工が一日にどれくらいの木を削れるかという歩掛り例をみると、4月から7月の日の長い月（長功）で6,000平方寸、メートル法換算で5.平方メートル、幅15 ～16センチメートルの柱で33メートル、春や秋の時期（中功）では5,000平方寸、冬の日の短い時期（短功）で4,000平方寸と記されている。
中世（1185 ～ 1333年・鎌倉時代以降）では「損式（そーしき・そんしき）」というものがあり、「堂舎損式検録帳」（11世紀前半・元興寺）という記録が残っている。これは災害で倒れた建物の修復をするにはいくらの予算が必要かと、概算見積りを立てる計算方法を示したものであり、このようなルールに従って複数の大工棟梁が受注を競うようになっている。この頃から競争見積り入札が始まったものと考えられている。
桃山建築界からの豪壮華麗な隆盛の裏には豊臣秀吉が解放した自由競合の原則があり、これが入札制度の発達を促し、この時代の芸術家本阿弥光悦にも次の言葉がある。「公儀御普請等、秀吉公蓹代長束大蔵、增田右衛門、小身者より立身仕り算勘に達し候より、入札を致させ、いつとても下直なる札へ落し、御普請たとへば百貫目と存候所、五十貫目にて済候と申様なる事にて、御物人甚だ減少仕候ヘども、請負のものども工手間を盗み候故、見分けばかりに此余毒今以て其通りにて御座候て甚だ粗末に相成候、これには御心得も有度事に奉存候」(『本阿弥行状記』)。ただし、このような入札制度普及の背景には、それを発注する施主、請負者にとって、費用の正確な見積（積算）と、積算のための建築図面と仕様書が必要となる。
こうしたこの頃の建築積算技術の発達を裏付ける史料として、慶長度方広寺大仏殿（1612年（慶長17年））に関する「大仏の算用奉行の書付」（『中井家文書』）がある。この文書からすでに職方ごとに分けて積算が行われ、それらの担当として「算用奉行」が成立していたことが確認できる。積算のためには数学の発達が不可欠であるが、それを裏付けるかのように初期和算書には建築積算に関する記述が多くありまた積算技術は江戸時代前期の大工棟梁にとって必須の技術となったことが知られ、平内家の技術書『匠明」の中に記される大工の心得「五意達者」の一つに「算合」（へいのうちけ、つまり積算）が含まれることとなる。
実際和算に限らず、近世にはさまざまな学問が発達したが建築学も著しい発達をみており、中世末から近世においては特定建築の造営のみを目的とした設計図・仕様書とは別に、こんにちからみても建築学教書としての一般性と系統的記述を備えた建築書が多数著された。その総数は600以上にも及ぶが、堂、宮・門・塔・家屋（住宅）・数寄屋・絵様から規矩、構法などの建築意匠と建築技術にかかわるものから棚・建具などの室内意匠に関するもの、大工儀式に関するものなど、多様な内容を含んでいる。
近世（江戸時代）に入って様々な物事を決めるのに方々で入札行為が登場していくが当時は「入札（いれふだ）」と呼んでいる。「入れ札」の語源としては徳川家康が大坂冬の陣（1614年）が終結した時、各武将に「戦いの様子を入れ札で知らせなさい」と告げたこととしている。これは誰がよく働いたとか誰が裏切った、誰が逃げた、など口にし難いものを紙には書き易いという利点を利用したものである。この後、幕府の建物を建てるのに「入れ札」が盛んに登場していく。
英国では、早くから積算士（w:quantity surveyor, QS）という職能が確立していた。1772年には、SurveyorClubが設立され、1882年にはRICSが設立された。そして、英国から日本に来たトーマス・ウォートルスやジョサイア・コンドルなどの「造家師」と呼ばれた設計士や建築家によって積算技術が伝えられた。これを明治10年に設立された工部省工部大学校（後の東京大学）により、本格的に教育がなされるようになる。これが日本の近代積算の夜明けである。
建築方面では、1892年(明治25年)には請負制度に関し、建築学会で清水組番頭の原林之助が「一式請負か分業請負か」というテーマで一式請負（設計施工一括方式）についての講演を行い、論争が起こる。それと同時に実力を付けた工事請負業者が一式請負を始める。以降、1897年（明治30年）頃から大泉龍之輔が予算編製（積算）について「建築設計便覧」を出版する。1903年（明治36年）には建築学会を中心に「建築技師報酬規定」の制度が動き始める。1905年（明治38年）、葛西萬司は建築学会の講演「建築の経済性について」で、よい建築には金がかからない、西洋でのように数量表を計画書で示すべきと主張した。1909年（明治42年）、建築工事にて数量公開論争が起こる。これは学会で建築技師報酬規定の最終の制定案を検討において、設計図書として数量明細書を含めるべきという原案が、必ずしも必要としない表現に修正されたことに対して葛西らが強く反発した。
1921年（大正10年）、久恒治助が「建築工事仕様及び積算法」を出版。1924年（大正13年）には日本初の積算事務所「大泉建築積算事務所」が銀座に開設される。英国のQSを実現しようとした建築積算事務所の発祥であったが、注文がなく1929年（昭和4年）には閉鎖した。
1948年（昭和23年）、建設工業経営研究会が設立される。益田重華を中心として、工事内訳明細書書式研究会、建築請負工事諸経費研究会等が発足し、積算のベースとなる内訳書や諸経費が研究され始めた。1964年（昭和39年）に宮谷重雄が英国のRICSを訪問。QS業務の実体を知ると同時に SMM（標準数量積算基準）を持ち帰り、1965年（昭和40年）に二葉建築積算事務所を設立。
1966年（昭和41年）、日本建築積算事務所協会・設立準備会が開始され、1967年（昭和42年）に当時の積算事務所の有志により、積算事務所の集まりである日本建築積算事務所協会が任意団体として設立された。設立時の正会員は37社、積算業務の実態調査研究や建築積算に関するセミナー・講習会の開催などを活発に行っていく。そして、内訳書式標準化等の研究を続けていた官民合同の「建築積算研究会」に主幹事役の一員として参加し、その後の建築数量積算基準の制定と新たな内訳書標準書式等の研究を行っていく。1967年頃より建設工業経営研究会に設置された建築積算研究会のメンバーにより研究が開始された建築数量積算基準から1970年4月に官民合同の建築数量積算基準研究会が発足し、約7年半の歳月を経て1978年1月に「建築数量積算基準」が発表され、同様な時期に建築工事内訳書標準書式が制定され現在に至っている。
組織の方は1975年（昭和50年）には積算事務所の団体であった日本建築積算事務所協会が、建設省の所管する社団法人として発展的に解消、同じメンバーが中核となり、個人会員・事務所会員の会員構成で社団法人日本建築積算協会として再出発。1977年（昭和52年）には建築積算士の制度を創設し、英国のQS（Quantity Surveyor）と同様に協会の認める資格者制度として位置づけようとし始める。1990年（平成2年）には建築積算士が建設大臣の認定する審査・証明事業に基づく「建築積算資格者」制度に移行するが、2001年（平成13年）建築積算資格者の制度は大臣が認定する制度から、協会の認定する資格へ戻る。2001年（平成13年）には事務所部会の存在そのものが2重構造で組織としておかしいと言う理由により部会制を廃止。2002年（平成14年）には事務所部会に替えて事務所委員会が開始され、2008年（平成20年）には個人会員2,284名、法人会員89名、特別会員39名、計2,312名となる。
2002年（平成14年）、BSIJの事務所部会メンバーを中心に建築積算事務所連合会（JAQS）が設立され、正会員（事務所会員）、特別会員、賛助会員により構成。積算事務所80社で開始。この年に中国・四国地域会「建築積算事務所連合会 中国・四国地域会」が設立する。2004年（平成16年）には関西地域会「建築コストセンター」が設立され、2005年（平成17年）関東地域会「関東積算事務所協会・JAQS関東」と東海地域会「積算連合東海・JAQS東海」が設立され、2009年（平成21年）一般社団法人建築積算事務所協会として新たに再出発している。
公共事業では、明治以降は国や都道府県なとどが直接人を雇い、調査計画から測量、設計し、材料を購入して工事を指揮監督するという直営の方式で行われていた。このため、積算の役割は当該工事の施工前に工事費を明確にするというより、完成時や出来高払いの時に工事でいくらかかったかを知るための積算書が重視されていた。
第2次世界大戦後から、建設需要の増大に応じて建設業者に建設工事を完成まで一括して任せる請負工事が徐々に増え、昭和30年半ばには請負化の方針が明確となり、昭和40年代からは全面的に請負工事となった。
請負工事においては、経済性に考慮しつつ標準的な工事実施のために人件費や材料費だけでなくマネジメント的費用も含めて積算される必要がある。このため積算において、直営工事にはなかった諸経費（現場管理費、一般管理費等）が計上されてその算定率が定められた。また、標準的な歩掛や積算基準類が整備された。
研究者の關豊によれば、近代から発祥した鉄道の場合は、当初は人力主体の工事なため個人の経験則で積算されており、工事状況に応じ必要とする費用を算出していた。また終戦後しばらくは物価統制令によって代金請求がすべて公定価格によることと、工事費は材料費、労務費、諸役務費、諸経費に区分しての請求が定められており、1947年からは政府に対する不正手段による支払い請求の防止等に関する法律に基づき、材料費が統制額を超えない価格、労務賃金は当時の労務省告示の一般職種別賃金基本日額を超えない額とされ、法律廃止以降もしばらくは継続して準拠された。そして諸経費の積算に運用する諸経費は1949年当時の大蔵省通達によっていた。
鉄道に関する積算は技術者固有の門外不出の暗黙知として供され継承されていた。
現在のような組織的な歩掛などの基準書はなく、ベテランの技術者が積算を担当、歩掛などの基準根拠は鍵のかかる机にしまっているなど、外部には極秘であった。積算担当者の指示で若い技術者が積算に必要な数量を算出、数量算出者は積算書や設計書チェックの際にメモをして対応していた。そして現場の監督員の際にみずから人工等の収集につとめ、この蓄積で積算をしていた。これは東海道新幹線開業当時までもこのような形で進められており、その後に続く新幹線建設と主要幹線鉄道の複線化や輸送力増強に務める必要から、1965年より臨時工事積算室を設置し、組織として積算方式の統一化と積算業務の合理化、工種別積算基準の整備、積算標準化に取り組む。これと同時に電子計算機による積算業務の一括処理システムの導入、またこの前段として作業単位別に労務賃金と材料単価、機械経費と運送単価等を適用して各地区別の作業単価を計算しておき、これを複合単価表として用いる方式を採用。また新幹線工事対応のため高架橋工事屋トンネル工事の自動積算システムの開発と導入を果たしている。
豊富な実績の調査分析により、80年代以降は標準化による手法が進むこととなる。
郵政や電信電話の建築積算においても逓信省営繕課時代から逓信省職員自ら工事費積算の根拠を整え、十分な予算を確保し、逓信省の監督技師が請負者を指導していたことが指摘されている。
電信局や郵便局という特殊な建物を建設していたこともあり、設立当初からそれぞれ独自の仕様書をベースに独自に設計、積算、施工を実施していた。電信電話公社時代まで内部で積算指針、数量積算基準、歩掛表率表等積算を行ううえでの必要図書は整備させており、日々の出面表（作業人員表）の報告をとって工事費積算に堅実な根拠を与えることなど、独自の施策を施工面に加え、初期の業界における規範的位置を確保していた。
昭和40年代までに多くの公共工事発注機関では直接工事に対する「率（パーセント）」により簡便に共通仮設費を算出している方法を採用するようにしていた。
それに対し、郵政建築などでは、1974年に日本建築学会において「山留め設計施工指針」が発行されると、郵政の監督員出身者等が担当する形で、実際の現場に即し、発注者自ら揚重計画、山留計画、仮囲い、誘導員配置計画、仮設建物、外部足場等の配置計画、工程計画を延床面積、階数等に基づくものだけでなく、工事種別毎に細かな工期設定を行ったうえで全体工期を算出等、プロジェクト毎に仮設計画図、工程表を作成整備し、工事発注及び積算の根拠とするなど、独自技術にこだわり独自の歩掛調査等に基づく積み上げ積算の導入、施工計画策定など、独自技術へのこだわりが見られる。
郵政や電信電話もその後積算にあたっては、国発行の建築積算要領に基づき、数量拾いは基本的に外注し、値入れと呼ばれる複合単価や市場単価の算出を行い、工事費全体額を算出している。
NTT建築によると、NTTファシリティーズが1992年の分社後、工事発注積算であった積算指針等を一般市場に適合するよう過去から続く歩掛や独自複合単価での積み上げ方から、物価本とよばれる一般物価資料・市場単価での積算を採用。数量算出については改修工事や小規模工事、仮設計画及び工法計画以外は積算事務所に委託している。
造園に関する積算の場合、日本で公園営造工事例では、営造植栽で樹木費、植付材料費、人件費の各項目から工事費用に対する取扱変遷の過程があきらかになっている。日本では横浜彼我公園（横浜公園）におけるものをその嚆矢としているが、横浜彼我公園の営造植栽では神奈川県から政府に対する工事設計に植栽工事一式をもって取扱われており、その設計変更に樹木費用での調整をおこなっている。これは明治初期の段階では植栽工事そのものが少なかったことも反映している。
東京府の場合でも、初期は植木職人からの工事請負の見積方式において対応している。明治13年の飛鳥山公園での桜、楓など千本の植栽を東京府が発注し、内山長太郎が見積り合わせの結果受注している。この際樹木の形状寸法、数量、支柱材等の量、所要の植木職人の人工数を詳細に見積り、工期と一年後の樹木の枯れ補償と履行保証人を立てている。造園以外の工事であるが、明治15年（1882）には芝公園内の道路工事を発注、土木御用達組月番の大倉喜八郎に見積り合わせで処理している。
この請負見積方式は植付材料費の割合を多くとることが特徴となっている。
公園特有の小規模な修繕、その他工事については、1891年（明治24年）に浅草公園、芝公園、飛鳥山公園、清水谷公園の4公園において、「公園工事定請負」という手法を講じている。30円以下の工事についてあらかじめ定めた仕様に基づき、公園内工事定請負命令書により執行し清算していたのである。
1885年（明治18年) に当時としては大規模な造園工事が、浅草公園で森田六三郎に発注されているが、工事費は釘代、運送費、箱番損料まで計上し、植木職人も上りと普通の2種を設けて詳細に積み上げている。今日と異なる点は、現場管理費、一般管理費が見出せないことであり、つまりは発注者側で施工管理する直営方式であったことがわかる。
総括すると公園工事発注のための今日と同様な設計・積算方式が、この時期に生まれたと見る事ができる
この後東京では、公園行政の機構近代化と共に、関東大震災復興事業をへて以後植栽工事の費用精算方法が植付材料費重視の請負見積方式から、東京市公園課による直営積算方式に変わり、営造植栽の技術的な円滑化をはかる為に設計積算においても植木職を重視する傾向に変化していく課程で、東京市公園課の行政側で営造植栽に対する技術的裏付を持った積算設計がなされていく。公園営造の積算では樹木費用は主な植栽工事一式から植付材料費が主な請負見積方式をへて、人件費に配慮した直営積算方式という段階の基本的過程がみられる。
新規営造の日比谷公園、明治神宮外苑、帝都復興大公園などの大工事の公共調達の詳細が見出せないが、昭和10年（1935)の東京村山貯水池周辺の桜植栽工事において直営工事により材料は入札購人、労力は人夫出しで植木職甲、乙及び人夫の別を調達していることから、直轄・直営方法が基本的に続いていたとみられる。
昭和40年代からは国営公園整備がはじまったこともあり、建設省が指導的役割によりまた日本住宅公団の全国的な広がりで執行された造園工事が設計、積算、契約図書、監督、検査、及び品質保持の一連の整ったシステムのもとで展開され、これが造園積算のあるべき水準を明確に示し向上の先駆となった。
造園業務は土木方式の実施設計及び積算手法で進められているので、コンサルタントやランドスケープ業に従事の民間の技術者は発注者側・官側の下請の構図が存在している。民間のランドスケープコンサルタントやランドスケープ・アーキテクトに対し、全ての実施設計条件を基本設計方針に従い説明を行い、いざ実施設計開始以降は必要なこと以外は全て任せる方がベターで、コンサルタント側の担当技術者だけでは、技量の面で物足らない場合など、これはどんなに素晴らしいランドスケープ・アーキテクトでも、技量不足の部分が必ずあるのであるとし、コンサルタント側の担当技術者はその方を取り巻くいろいろな設計技術者がおり例えば、上司・所長及び外部の専門家人脈なるものから派生して出てくる思想・理念・哲学・技術・技量等を駆使して、対応する。

### 積算の重要性
積算教育の大切さを切々と説いているのは大倉喜八郎で、明治26年の講演において、「学校出身の人たちは、なかなか良くやりまして働くのも我慢強い。また精神においてすべきことはありますが、ただ如何せん、そのソロバン上の事となりますと甚だ失礼なことながら、未熟と申さなくてはならぬと考えます。一体この世の中に処しますには正当なるということが眼目である。それは積算・ソロバンに詳しくなければならぬ。ソロバンというものは、私は土木建築上もっとも心要なものであると考える。しかしに学校出身の人たちに私が接しますに、技術の事に熱心しまして学士の名誉という方に概して金銭の勘定をものの数ともしないという頃きがどうも御座います。私が望みますのは、どうかこれを学校の科目にできることかできないことか知らぬが、ソロバンと積算上の事は大分大切に教えて銭勘定をいやしめないようにしてもらいたいとまで、自分は考えています」とし、また「入札者の身になれば、第一に価格は最低であることを要し、第二に損失のなしにとを要する。最低にして損失なしは、二つの矛盾した両点から歩み寄った一点のようなものであり、僅かな粗漏も許されない血の出るようなソロバンを立てる」と、これは一時、清水組に席を置いた佐野利器の論稿がある。(“請負業に関係しての所感”「建築世界」第244号、1930年)

#### 積算が必要な理由
店頭などで売られている商品には「定価」「売価」などの値段がついている。この値段とは、その商品を作って売るまでに要した費用（原価、コストなどという。製造費、運搬費、保管費、広告費など）に、製造者や販売者が受け取る利益を上乗せして設定しているものである。
これら商品の買い物をする際、消費者はいちいち積算などはしない。それは、その商品が銘柄は違えど規格はほぼ同じで選択肢が多く、消費者が普段培っている自分の生活感覚で値段の高低が判断しやすく（いわゆる、モノには相場があり、大体の相場を知っている。）、また製造者や販売者のほうも、大量生産などの手段により原価を一定とすることができるため、自ずと流通価格が確立するためである。
しかし、建設工事の場合は主として屋外かつ現地における単品生産であり、その工事の条件（設計、構造物、気象、環境、制約、施工方法）によって、同じもの（例えば橋）を作るとしても要する費用がまったく異なってしまう。すなわち建設工事という商品は、買い物をする方（発注者）は選択肢が少ない上に値段の高低が判断しにくく、また作る方（請負会社）は原価を一定にすることが困難であり、流通価格など無いに等しい。従って、工事費を確定するためには積算が必要となるわけである。
なお、国、地方自治体など官公庁が発注する工事においては、会計法（昭和22年法律第35号）などの法律に基づき、発注者が自ら積算を行って予定価格を定めて入札に付すが、民間会社が発注する工事においては、請負者が積算して作成する「見積書」をベースに協議によって契約することが多い。また、財政法（1947）三五条。二「各省各庁の長は、予備費の使用を必要と認めるときは、理由、金額及び積算の基礎を明らかにした調書を作製し、これを大蔵大臣に送付しなければならない」としているが、工事の実費を正確に算出する方法、必要数量の算定、単価、間接費の算出によってなされる。これを積算法と呼ぶ。